# 조제프 플라토

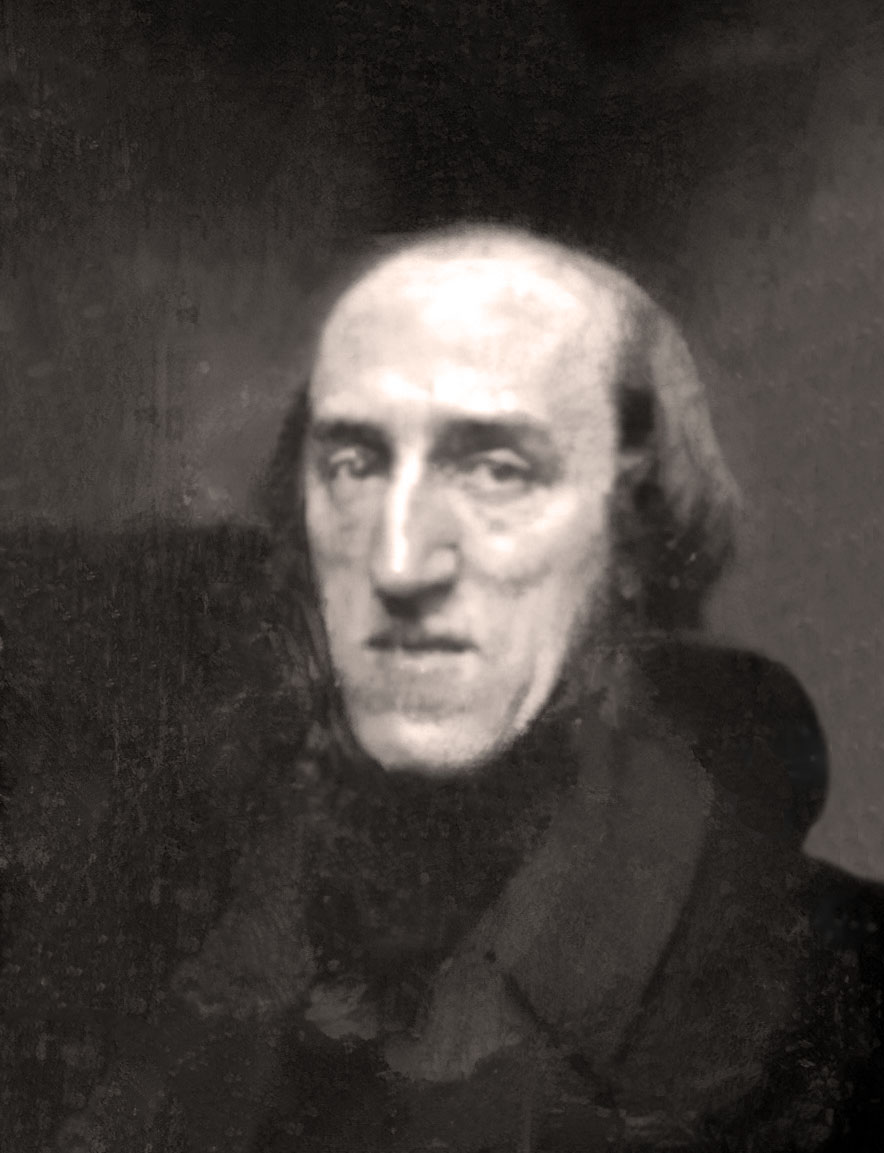
1843년의 플라토

조제프 앙투안 페르디낭 플라토(Joseph Antoine Ferdinand Plateau, 1801년 10월 14일 ~ 1883년 9월 15일)는 벨기에의 물리학자, 수학자였다. 그는 1832년 페나키스토스코프를 개발했다. 또한 그는 비눗방울의 물리적 구조를 설명하는 플라토의 법칙과 비누막의 구조에서 영감을 얻은 극소곡면에 관한 문제인 플라토의 문제로도 알려져 있다.

## 같이 보기
- 비눗방울
- 플라토-레일리 불안정